# Nobuhiro Kato
Nobuhiro Kato (加藤 順大, Kato Nobuhiro) est un footballeur japonais né le 11 décembre 1984. Il est gardien de but.